# Georg Friedrich Schlater
Georg Friedrich Schlater (geboren 13. Mai 1804 in Tilsit in Ostpreußen; gestorben am 14. April 1870 in Dorpat) war ein Maler, Lithograf und Puppentheatermaler sowie Lehrer für Zeichnen und Schreiben.

## Leben

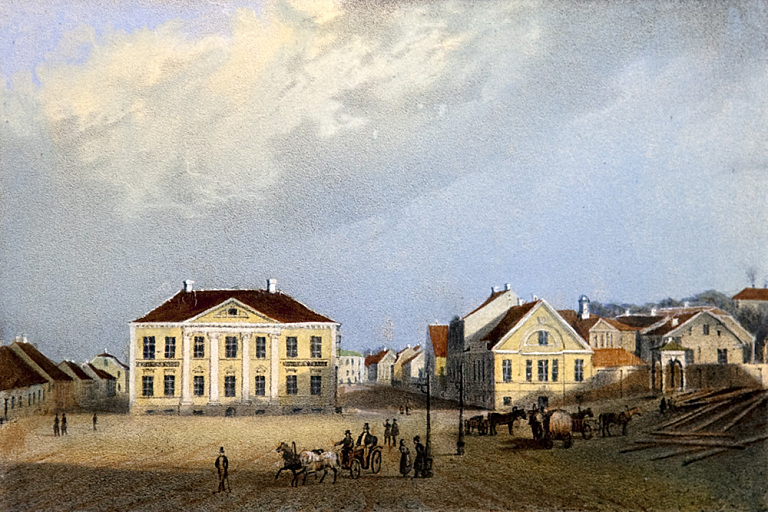
Promenadenplatz in Dorpat

Schlater war der Sohn des Stellmachers Georg Friedrich Schlater und dessen Frau Eva Rosina (geborene Rimler). Er erlernte die Stubenmalerei und kam in jungen Jahren zunächst nach Riga. Er zog um 1834 nach Dorpat, um sich dort als „Puppenmaler“ niederzulassen. Dort fertigte er Figuren, die auf Pappe gemalt waren, und Kulissen für Puppentheater, die Arche Noah mit ihren Tieren und Spielzeuge für Kinder. Er war ein Schüler Karl August Senffs.
Im Jahr 1837 wurde Schlater als Lehrer für Zeichnen und Schreiben an der höheren Stadt-Töchterschule angestellt. Im selben Jahr begründete er eine lithografische Anstalt und veröffentlichte Bilder aus der Umgebung Dorpats. Im Folgejahr nahm er zusätzlich die Stelle eines Zeichenlehrers (Oberlehrer) am dortigen Gymnasium und am Veterinärinstitut an und versuchte sich im mehrfarbigen Steindruck. Er schuf die Illustrationen zu dem Werk Professor Nikolai Iwanowitsch Pirogows über die chirurgische Anatomie, wofür ihm eine goldene Medaille am Annenband (oder Stanislausband) verliehen und er im Vorwort des Werkes lobend erwähnt wurde. Die Petersburger Akademie verlieh ihm für das Ölgemälde Die Überfahrt nach Annenhof bei Dorpat 1852 den Rang eines „freien Künstlers“. In den letzten Lebensjahren (1855 bis 1870) beschäftigte er sich zunehmend mit der Fotografie. 1857 verkaufte er seine lithografische Anstalt an Louis Höflinger.
Über die Tätigkeit der deutschen Pioniere der Fotografie in Dorpat und Reval heißt es:

„[…] olulisematest varastest fotograafidest olgu nimetatud A. M. Hagen, G. Fr. Schlater, L. Höflinger, C. Schulz, Ch. Borchardt, H. Ellrich, G. A. Dietz ja Th. John. Kõik nad olid saksa soost mehed, kes seda uut kunsti siinmail edendama hakkasid, sageli tehes seda oma põhitöö kõrvalt – oli selleks siis maalikunst, litografeerimistegevus, töö muusikuna või midagi muud.“

„[…] die wichtigsten frühen Fotografen waren A. M. Hagen, G. Fr. Schlater, L. Höflinger, C. Schulz, Kap. Borchardt, H. Ellrich, G. A. Dietz und Th. John. Alle waren deutsche Männer, die hier mit der Förderung dieser neuen Kunst begannen und oft ihre Hauptaufgabe erledigten – sei es Malerei, Lithografie, Arbeit als Musiker oder etwas anderes.“

## Werke (Auswahl)

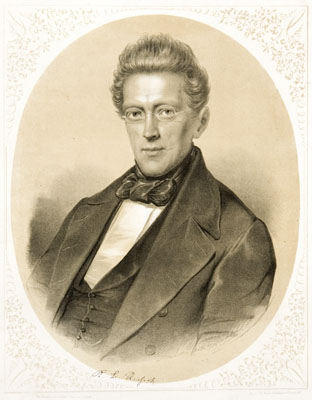
Carl Bogislaus Reichert (1847)

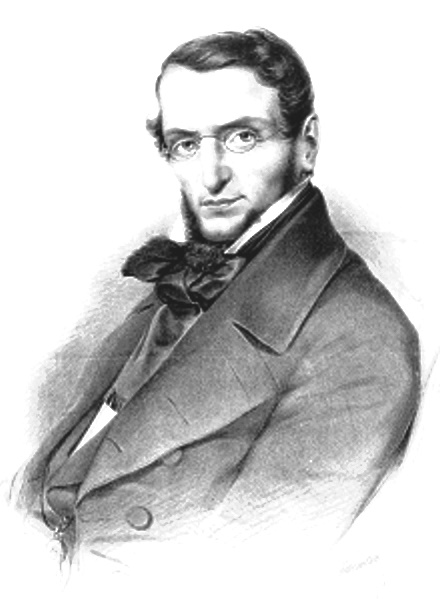
Hermann Martin Asmuss (1848)

- 1831: Ansicht der Steinbrücke in Dorpat
- 1839: Die Lehr- und Erziehungsanstalt zu Birkenruh bei Wenden (nach A. M. Hagen)
- 1852: Öselsche Bauerntrachten Farbdruck

Porträts
- 1846: Oberpastor Friedrich Gustav Bienemann in Dorpat nach W. Wider
- Bürgermeister Johann Heinrich von Rolssen von Riga (nach G. Schlichting)
- Badstubenbesitzer G. A. Lockenberg in Dorpat
- 1847: Prof. emer. Carl Bogislaus Reichert
- 1848: Privatdozent Hermann Martin Asmuss
- 1849: Kaufmann Reinhold in Dorpat
- Direktor A. W. Hollander von der Erziehungsanstalt in Birkenruh (nach dem Gemalde von A. Pezold)

Illustrationen / Bildserien
- Malerische Ansichten von Dorpat und dessen Umgebung nach der Natur gezeichnet und lithografiert 4 Hefte 1837–1838.
- 52 Tafeln in fol. zur chirurgischen Anatomie, 1837.[7]
- Ansicht von Dorpat von der Revalschen Seite umgeben von 14 kleineren Ansichten.
- Zeichenvorlagen. Heft 1: Figuren zum Nachzeichnen. Heft 2: Vorlagen zum Landschaftszeichnen.
- Nikolai I. Pirogoff: Chirurgische Anatomie der Arterienstämme und Fascien. Neu bearbeitet von Julius Szymanowski. Mit 50 Abbildungen nach der Natur gezeichnet von F. Schlater, lithographirt von C. Schmiedel. C. F. Winter, Leipzig / Heidelberg 1860 (reader.digitale-sammlungen.de).
- Ansichten aus Reval mit der Neustadt, dem Kaiserl. Lustschloss Katharinenthal und dem Birgittenkloster.

## Familie
Schlater war zweimal verheiratet:
⚭ 19. Mai 1829 mit Friederike (geborene Hoffmann)
- Emilie Caroline Leontine Schlater (* 1832)
- Alexander Georg Schlater (* 23. November 1834; † 12. Juni 1879) wurde ebenfalls Maler
- Olga Gustava Schlater (* 1837)
- Gustav Woldemar Schlater (* 20. Januar 1840; † 31. Dezember 1911)
  - Ludwig von Schlater
- Lida Antonie Schlater (* 1847)
- Adele Emilie Schlater (* 1849)

⚭ 25. Juni 1850 mit Sophia Elisabeth (geborene Stratmann)